# Oro (araldica)
L'oro è un metallo araldico di aspetto brillante che quasi sempre sostituisce il giallo, che non è di norma impiegato come colore araldico. Nella rappresentazione monocromatica è simboleggiato dalla punteggiatura.

D'oro ai tre bisanti di rosso posti 2 e 1
Gheronato d'oro e di rosso
D'oro vaiato antico di rosso

Nell'araldica francese e inglese ha il nome di Or. 
L'oro simboleggia il Sole. Tra le virtù spirituali, è ritenuto simbolo di fede, clemenza, temperanza, carità e giustizia. Tra le qualità mondane invece simboleggia felicità, amore, gaudio, nobiltà, splendore, gioia, sovranità.

D'oro pieno (Comune di Campodoro)
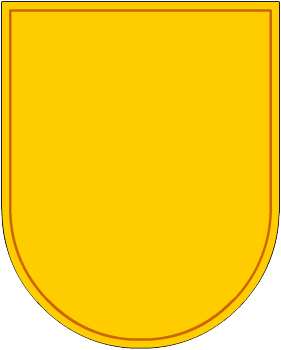
D'oro pieno (famiglia portoghese Meneses)
Fasciato d'oro e di verde
Partito di nero e d'argento, al capo d'oro
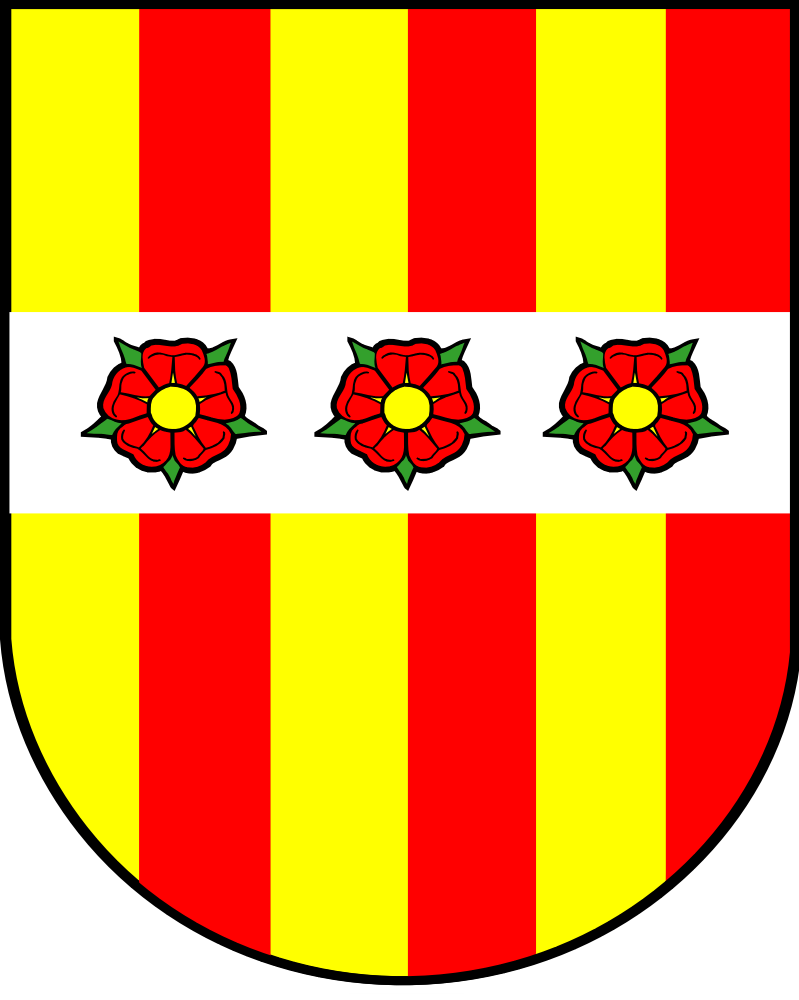
Palato d'oro e di rosso